# 김중연
김중연(1992년 7월 22일~)은 대한민국의 가수이다. 브이엘엔터테인먼트 소속이며, 대한민국 보이 그룹 에이식스피의 리더이자 리드보컬을 맡았었다.

## 활동
TV조선 미스터 트롯에 출연했다.
예선을 통과하고 본선 1차전 , 2차전을 통과해서 3차전까지 출연 했으나 아쉽게 탈락했다.
본선 2차전에서는 트롯신동 양지원과 대결하여 애절하면서 소름끼치는 고음 가창력과 샤워 퍼포먼스 등으로 시청자들에게 강렬한 인상을 남기며 본선 3차전에 진출했다.
미스터트롯 방송 이후 '수호천사(타이틀곡)', '눈에 띄네', '사랑의 수갑'이라는 곡을 발표하고 TV, 라디오 등에서 활발하게 활동하고 있다.
2023년, MBN 불타는 트롯맨 출연중이다.

## 학력
- 한국예술고등학교 졸업

## 앨범
- 2021.04.15. 싱글 《영텐입니다》마이진/채윤/강혜연/박민주/해수/안성훈/이도진/김중연/김태욱/남승민, 수록곡 〈영텐입니다〉영텐 (작사:제이티브이, 작곡:김정호, 편곡:방배동사람들, 장르:트로트, 발매사:오감엔터테인먼트, 기획사:JTV)

## 텔레비전 프로그램

### 방송
- TV조선 미스터 트롯
- KBS 아침 마당
- MBN 불타는 트롯맨
- MBN 불타는 장미단
- MBN 장미꽃 필 무렵
- MBN 현역가왕2

### 라디오
- MBC 이숙영 러브 FM
- SBSmedianet THE SHOW
- TBS 이가희 러브레터
- 포항 MBC 즐거운 오후두시
- TBS 최일구의 허리케인 라디오
- TBN 울산교통방송 차차차 가요 LIVE
- 춘천 MBC 정오의 희망곡
- GMTV 2030 나를 알아줘

## 공연
- 2021.10.03. 《영텐 콘서트 - 전주》(전북대학교 삼성문화회관)